# فرودگاه ساچئون
فرودگاه ساچئون (به انگلیسی: Sacheon Airport) (به زبان بومی: 사천공항) یک فرودگاه همگانی و نظامی با کد یاتا HIN است که یک باند فرود بتن دارد و طول باند آن ۲۷۴۳ متر است. این فرودگاه در شهر ساچئون کشور کره جنوبی قرار دارد و در ارتفاع ۸ متری از سطح دریا واقع شده است.